# جيف شوارتز
جيف شوارتز (بالإنجليزية: Geoff Schwartz)‏ هو لاعب كرة قدم أمريكية أمريكي، ولد في 11 يوليو 1986 في لوس أنجلوس في الولايات المتحدة.

## وصلات خارجية
- جيف شوارتز على موقع مرجع كرة القدم المحترفة.كوم (الإنجليزية)